# Flavia Mastrella
Flavia Mastrella (* 1960 in Anzio) ist eine italienische Kurzfilmregisseurin und Künstlerin.

## Leben
Mastrella interessierte sich früh für Malerei und Bildhauerei. Ab 1977 schuf sie viele Metallskulpturen, die sie in Galerien zeigen konnte. 1987 begann eine bis heute anhaltende Zusammenarbeitet mit dem Regisseur und Schauspieler Antonio Rezza; zunächst bei dessen Theaterarbeiten, ab 1991 bei zahlreichen Kurzfilmprojekten. 1997 drehten die beiden den Kinofilm EsCoriandoli. 2001 folgte der Kriminalfilm Delitto sul Po. Immer wieder blieb Mastrella jedoch ihrem künstlerischen Ursprung treu und schuf weitere Kunstwerke, Skulpturen und Fotografien. Mit Rezza war sie an zahlreichen Performances beteiligt, die teilweise auch ausgezeichnet wurden.

## Filmografie (Auswahl)
- 1997: EsCoriandoli
- 2001: Delitto sul Po